# グルコースフルクトースオキシドレダクターゼ
グルコースフルクトースオキシドレダクターゼ（glucose-fructose oxidoreductase）は、次の化学反応を触媒する酸化還元酵素である。
D-グルコース + D-フルクトース {\displaystyle \rightleftharpoons } D-グルコノラクトン + D-ソルビトール
反応式の通り、この酵素の基質はD-グルコースとD-フルクトース、生成物はD-グルコノラクトンとD-ソルビトールである。
組織名はD-glucose:D-fructose oxidoreductaseである。